# Éva Rakusz
Éva Rakusz (n. 13 mai 1961, Miskolc, Ungaria) este o caiacistă ce a reprezentat Ungaria, medaliată olimpică. A participat la 2 ediții ale Jocurilor Olimpice (1980, 1988) în care a câștigat o medalie de argint și o medalie de bronz.